# Oskarström
Oskarström est une localité de Suède située dans la commune de Halmstad du comté de Halland. Elle couvre une superficie de 3,49 km2. En 2010, elle compte 4 071 habitants.